# أنطون بورغ
أنطون بورغ (بالإنجليزية: Anton Burg)‏ هو كيميائي أمريكي، ولد في 18 أكتوبر 1904 في دالاس سيتي في الولايات المتحدة، وتوفي في 18 نوفمبر 2003 في لوس أنجلوس في الولايات المتحدة.